# ديانا كامبل بيتانكورت
ديانا كامبل بيتانكورت (بالإنجليزية: Diana Campbell Betancourt)‏ هي أمينة متحف أمريكية، ولدت في 4 مارس 1984 في لوس أنجلوس في الولايات المتحدة.